# Білоярськ
Білоя́рськ (рос. Белоярск) — село у складі Приуральського району Ямало-Ненецького автономного округу Тюменської області, Росія. Адміністративний центр Білоярського сільського поселення.
Населення — 1850 осіб (2010, 1487 у 2002).
Національний склад станом на 2002 рік: ненці — 46 %.